# Premier concile de Constantinople
Pour les articles homonymes, voir Concile de Constantinople.
Le premier concile de Constantinople, convoqué de mai à juillet 381 par l'empereur Théodose Ier, responsable de l'Orient, est le deuxième concile œcuménique de l'histoire du christianisme, après celui de Nicée.
Théodose n'ayant pas invité les évêques d'Occident dont les juridictions dépendaient de Gratien, le concile réunit cent cinquante évêques, tous orientaux.
Ce concile est présidé par Mélèce Ier d'Antioche, puis, à sa mort, par Grégoire de Nazianze. Il poursuit la réflexion dogmatique du premier concile de Nicée en proclamant la divinité du Saint-Esprit. Il établit un symbole de foi désigné sous le nom de symbole de Nicée-Constantinople qui complète celui de Nicée.
Il affirme aussi que « l'évêque de Constantinople tient le premier rang après l'évêque de Rome parce que Constantinople est la nouvelle Rome ».

## Contexte historique

### Débats théologiques initiaux
Les années passant, le courant homéousien oriental dont Mélèce était l'un des chefs de file se rallia progressivement au courant homoousien se réclamant du credo de Nicée, aidé en cela par les propositions de Basile de Césarée et celles du synode d'Alexandrie de 362 suggérant de distinguer en Dieu une substance (ousia) et, à la suite d'Origène, trois hypostases ou personnes pour distinguer en un sens antisabellien les trois réalités divines.
Or un débat s'engagea avec les pneumatomaques aussi appelés "macédoniens" qui, sans rejeter les définitions de Nicée, ne confessaient pas la divinité à l'Esprit saint. Ils enseignaient que l'Esprit, à la différence du Fils dont ils reconnaissaient la vraie divinité, était d'une dignité inférieure. À l'opposé, un synode réuni en 362 à Alexandrie par Athanase le fervent défenseur de Nicée, avait explicitement proclamé l'égalité du Saint-Esprit avec le Père et le Fils.

### Les théologiens en présence

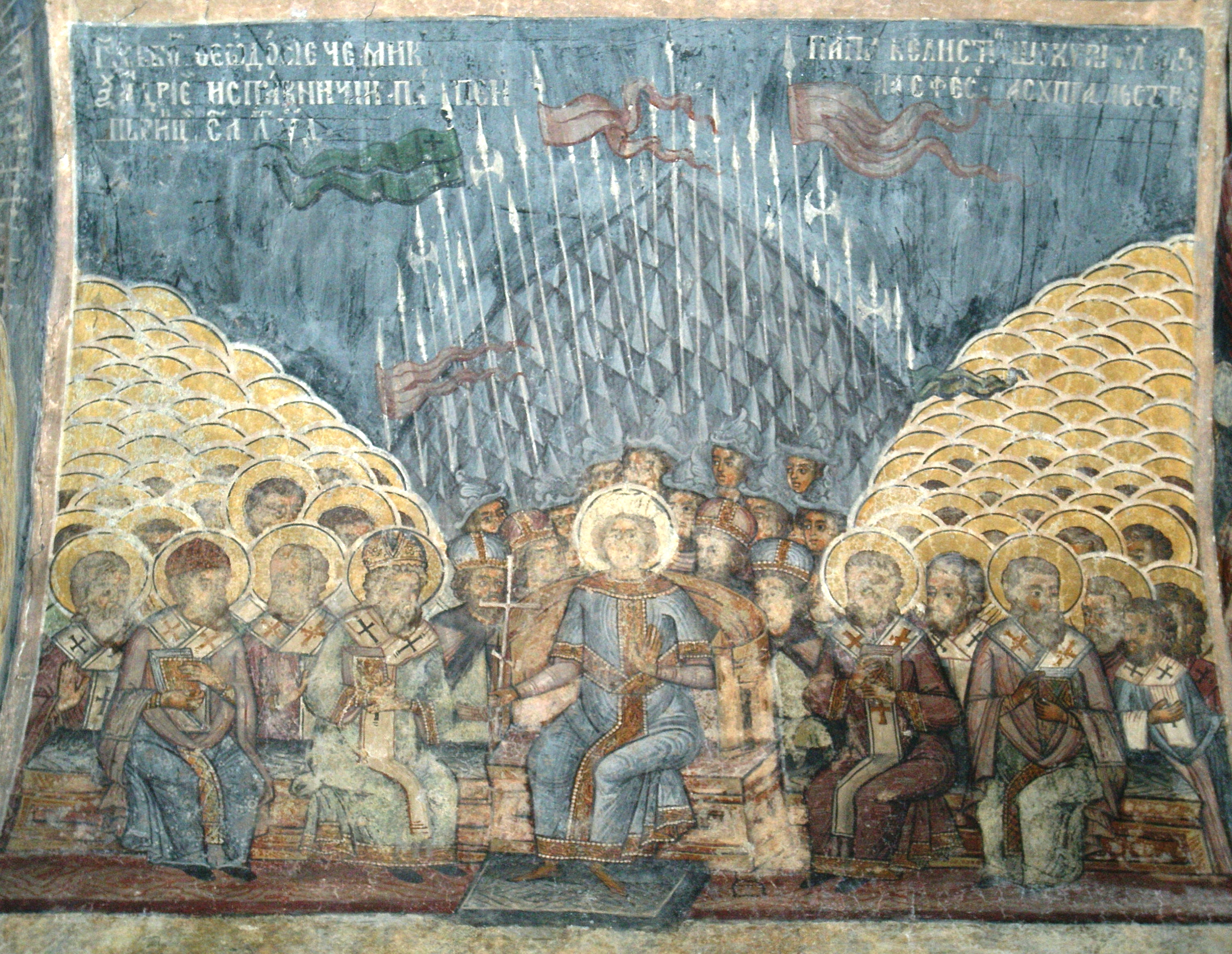
Le premier concile de Constantinople, mur peint dans l'église de Stavropoleos, Bucarest (Roumanie).

L'idée de réunion du concile de Constantinople commença dès 378. Lors du concile de Sirmium, l'empereur d'Occident Gratien avait promis de convoquer un nouveau concile. L’avènement de Théodose, comme empereur d'Orient, consacra l'arrivée au pouvoir d'un partisan de la foi de Nicée, alors même que le précédent empereur défendait l'arianisme. Dès les années 378 et 379, les orthodoxes en exil reviennent vers Constantinople, comme Mélèce et Paulin d'Antioche, Pierre d'Alexandrie.
L'évêque de Constantinople Démophile était arien. Les partisans de la foi de Nicée se réunissent progressivement autour de Grégoire de Nazianze.
Lors du concile d'Antioche (379), Mélèce réunit les évêques orientaux qui affirment être en accord avec l'enseignement du pape Damase, favorisant l'unité des chrétiens.
Au début de l'année 380 l'empereur Théodose Ier tombe malade, et se fait baptiser. Il professe alors ouvertement la foi de Nicée et cherche à susciter l'unanimité en faveur de la divinité de l'Esprit saint. Quelques jours plus tard il publie l'édit de Thessalonique, demandant à tous de suivre la foi de Nicée, condamnant implicitement l'arianisme. Théodose impose l'autorité de Damase, et remplace l'évêque arien de Constantinople par Grégoire de Nazianze.

## Participants
Lors de la réunion du concile Athanase et Basile de Césarée sont morts. "Le concile réunit 150 évêques dont Grégoire de Nazianze, Grégoire de Nysse, Mélèce d'Antioche, Cyrille de Jérusalem, Diodore de Tarse et Pierre de Sébaste. La délégation des 71 évêques originaires des diocèses d'orient était dirigée par l'évêque de la plus importante communauté chrétienne d'Antioche, Mélèce, qui fut désigné pour présider le synode. Les Alexandrins avec Timothée à leur tête manquèrent l'ouverture. On avait également invité, selon la volonté de l'empereur 36 évêques dits macédoniens dirigés par Eleusis de Cysique et Martien de Lampsaque, contre la tendance desquels le concile allait se prononcer.".

## Le concile
Théodose, qui ne devient qu'en 392 empereur aussi de l'Occident, la région où il est né, convoque dans sa capitale un concile de tous les évêques de l'Orient, pendant que Gratien convoque les évêques occidentaux à Aquilée. Damase, l'évêque patriarche de Rome, mandate officieusement Acholius évêque de Thessalonique, mais n'est pas convoqué à Constantinople,.
Le concile commence en mai 381, cent-cinquante évêques sont présents, venus de tout l'Orient de l'empire, sauf d'Égypte. Parmi les personnes présentes, on peut compter Grégoire de Nysse, et Grégoire de Nazianze, respectivement ami et parent de Basile de Césarée, Pierre de Sébaste, Acholius de Thessalonique mandaté par Damase de Rome. C'est Mélèce d'Antioche, ami également de Basile qui présida l'assemblée concilaire. Après le décès de Mélèce, la présidence échoit à Grégoire de Nazianze.
Les évêques qui refusent d'accepter les formules de Nicée n'ont pas le droit de siéger. Trente-six évêques pneumatomaques conduits par Marcien de Lampsaque et Eleusius de Cyzique refusèrent le concile. Grégoire de Nazianze chercha à préserver l'unité de l'Église pendant ses prêches de la Pentecôte,, mais il n'y parvint pas, les pneumatomaques repoussant le concile.
Grégoire de Nazianze soutint la candidature de Paulin au siège d'Antioche, mais cette candidature échoua et les membres du concile préférèrent le prêtre Flavien. Cette élection vécue par Grégoire de Nazianze comme un désaveu le décida à démissionner.

### Œuvre doctrinale

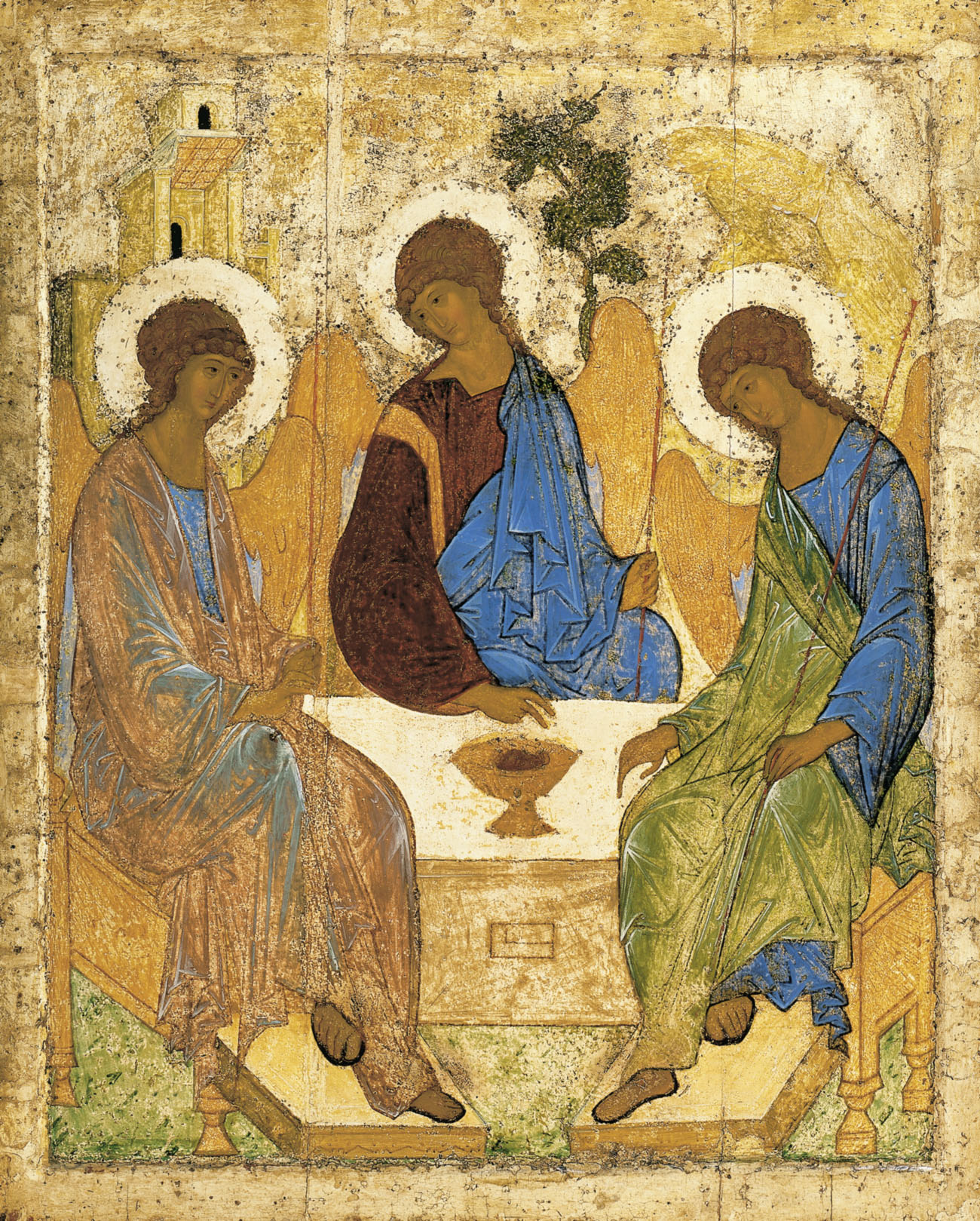
Icône dite de la Trinité de Andreï Roublev. Il s'agit des trois anges apparus à Abraham que le christianisme interprète comme une figure de la Trinité invisible.

Dans la mesure où les évêques devaient accepter la foi de Nicée afin de siéger au sein du concile de Constantinople, les problèmes dogmatiques ne furent pas nombreux au sein du concile. Le concile rappela le credo de la foi de Nicée et compléta l'article sur l'Esprit :
L'Esprit-Saint y est confessé comme Seigneur, donnant la vie, procédant du Père et recevant avec le Père et le Fils même adoration et même gloire.
Il anathématisa également toutes les hérésies qui s'étaient développées durant la controverse arienne : Eunomiens, Anoméens, Ariens, sabellianisme, Marceliens, Apollinaristes.

### Problèmes épiscopaux
Byzance fut érigée en capitale de l'Empire sous le nom de Constantinople en 330 et l'évêque de Constantinople rapidement élevé au rang de patriarche aux côtés des évêques de Rome, d'Alexandrie et d'Antioche cités dans les canons du concile de Nicée de 325.
Le troisième canon du concile de Constantinople lui donne le second rang après l'évêque de Rome.

« Canon 3. Que l'évêque de Constantinople est le second après celui de Rome.

Cependant l'évêque de Constantinople aura la préséance d'honneur après l'évêque de Rome, puisque cette ville est la nouvelle Rome. »

Par cette décision, « les Pères reconnaissaient l'existence de la nouvelle capitale avec cependant l'arrière-pensée d'abaisser les prétentions du patriarcat d'Alexandrie et de son évêque Athanase, dont l'influence était source de graves difficultés ».

## Les suites du concile de Constantinople
Le concile clôtura le débat ouvert par Arius sur la divinité du Fils, débat prolongé par celui sur la divinité de l'Esprit. Mais immédiatement un nouveau débat surgit, celui qui concerne l'être même du Fils, le Verbe de Dieu incarné, constitué à la fois d'un élément divin et d'un élément humain.